# Stay with You (capsuleの曲)
「Stay with You」（ステイ・ウィズ・ユー）は、capsuleの曲。contemodeより、2010年3月3日にデジタルシングルが発売され、また同日発売のアルバム『PLAYER』に収録された。映画『LIAR GAME The final Stage』の主題歌に使用されており、シングルのタイトルは『Stay with You -LIAR GAME original ver-』（ステイ・ウィズ・ユー・ライアー・ゲーム・オリジナル・バージョン）となっている。シングル版は、アルバム版にはない中田ヤスタカによるボーカルパートが追加されている、などの違いがある。

## シングルの収録内容
Stay with You -LIAR GAME original ver-
作詞・作曲・編曲：中田ヤスタカ
- 映画『LIAR GAME The final Stage』主題歌